# فارمر بورنس
فارمر بورنس (بالإنجليزية: Farmer Burns)‏ هو لاعب كرة قاعدة أمريكي، (ولد في أشتابولا في الولايات المتحدة 1876  م).

## وصلات خارجية
- فارمر بورنس على موقع دوري كرة القاعدة الرئيسي (الإنجليزية)
- فارمر بورنس على موقعبيزبول رفرنس.كوم (الدوري الرئيسي) (الإنجليزية)
- فارمر بورنس على موقع مشجعي الرسوم البيانية (الإنجليزية)